# Cod roșu (2012)
Cod roșu este un film românesc din 2012 regizat de Hanno Höfer. Rolurile principale au fost interpretate de actorii Dorin Andone, Ion Arcudeanu, Marcel Horobeț.

## Distribuție
Distribuția filmului este alcătuită din:
- Ion Arcudeanu
- Dorin Andone
- Marcel Horobeț